# Copa Billie Jean King de 2022
A Copa Billie Jean King de 2022 foi a 59ª edição do mais importante torneio entre países do tênis feminino.

## Finais

### Qualificatório
As equipes vencedoras se classificam para a fase de grupos, em novembro. As perdedoras jogam a repescagem na mesma data, mas para ascender ao qualificatório ou serem rebaixadas ao zonal do ano seguinte.
Datas: 15 e 16 de abril de 2022.
| Cidade           | Piso             | C | Equipe mandante | C | Equipe visitante | Resultado |
| ---------------- | ---------------- | - | --------------- | - | ---------------- | --------- |
| –                | –                | 1 | Austrália       |   | Eslováquia       | w.o.      |
| Alghero          | duro             |   | Itália          | 2 | França           | 3–1       |
| Asheville        | duro (coberto)   | 3 | Estados Unidos  |   | Ucrânia          | 3–2       |
| Praga            | saibro           | 4 | Chéquia         |   | Grã-Bretanha     | 3–2       |
| Antália          | –                | 5 | Bielorrússia    |   | Bélgica          | w.o.      |
| Nur-Sultan       | saibro (coberto) |   | Cazaquistão     | 6 | Alemanha         | 3–1       |
| Vancouver        | duro (coberto)   | 7 | Canadá          |   | Letónia          | 4–0       |
| 's-Hertogenbosch | saibro (coberto) | 8 | Países Baixos   |   | Espanha          | 0–4       |
| Radom            | duro (coberto)   | 9 | Polónia         |   | Roménia          | 4–0       |

### Fase de grupos
Doze equipes disputam o troféu em Glasgow, dividas em quatro grupos. Classificam-se para as semifinais a líder de cada grupo. A Rússia, última campeã, não participou porque foi banida, devido à Invasão da Ucrânia.
Datas: 8 a 13 de novembro de 2022
Estes foram os confrontos da fase eliminatória das Finais:
|  | Semifinal      | Semifinal |                |   | Final | Final |
|  |                |           |                |   |       |       |
|  | 12 de novembro |           |                |   |       |       |
|  |                |           |                |   |       |       |
|  | Suíça          | 2         |                |   |       |       |
|  | Suíça          | 2         | 13 de novembro |   |       |       |
|  | Chéquia        | 0         |                |   |       |       |
|  | Chéquia        | 0         | Suíça          | 2 |       |       |
|  | 12 de novembro |           | Suíça          | 2 |       |       |
|  |                | Austrália | 0              |   |       |       |
|  | Grã-Bretanha   | Austrália | 0              | 1 |       |       |
|  | Grã-Bretanha   |           |                | 1 |       |       |
|  | Austrália      | 2         |                |   |       |       |
|  | Austrália      | 2         |                |   |       |       |

## Play-offs
Fase em que se enfrentam as equipes derrotadas do Qualificatório e as promovidas dos zonais para definir suas posições na próxima edição. As vencedoras jogam o qualificatório para as Finais, e as derrotadas voltam aos zonais, ambas na edição de 2023.
Datas: 11 a 12 de novembro de 2022.
| Cidade               | Piso             | C | Equipe mandante | C | Equipe visitante | Resultado |
| -------------------- | ---------------- | - | --------------- | - | ---------------- | --------- |
| Boulogne-sur-Mer     | duro (coberto)   | 1 | França          |   | Países Baixos    | 3–1       |
| Rijeka               | duro (coberto)   |   | Croácia         | 2 | Alemanha         | 1–3       |
| Oradea               | duro (coberto)   | 3 | Roménia         |   | Hungria          | 4–0       |
| Schwechat            | saibro (coberto) |   | Áustria         | 4 | Letónia          | 3–2       |
| Tóquio               | saibro           | 5 | Ucrânia         |   | Ucrânia          | 1–3       |
| São Miguel de Tucumã | duro (coberto)   |   | Argentina       | 6 | Brasil           | 1–3       |
| Velenje              | saibro           |   | Eslovénia       | 7 | China            | 3–1       |
| San Luis Potosí      | saibro (coberto) |   | Países Baixos   | 8 | Sérvia           | 4–0       |